# Starov
Starov je malá vesnice, část města Volyně v okrese Strakonice v Jihočeském kraji. Nachází se asi tři kilometry jihozápadně od Volyně. Starov je také název katastrálního území o rozloze 1,56 km². V katastrálním území Starov leží též osada Amerika (zhruba  ¾ kilometru jižně).

## Historie
První písemná zmínka o vesnici pochází z roku 1400.

## Obyvatelstvo
| Rok            | 1869 | 1880 | 1890 | 1900 | 1910 | 1921 | 1930 | 1950 | 1961 | 1970 | 1980 | 1991 | 2001 | 2011 | 2021 |
| -------------- | ---- | ---- | ---- | ---- | ---- | ---- | ---- | ---- | ---- | ---- | ---- | ---- | ---- | ---- | ---- |
| Počet obyvatel | 140  | 162  | 126  | 128  | 144  | 153  | 131  | 86   | 59   | 42   | 31   | 31   | 35   | 33   | 46   |
| Počet domů     | 22   | 23   | 23   | 25   | 25   | 26   | 26   | 26   | 26   | 15   | 14   | 24   | 23   | 23   | 25   |

## Obecní správa
Při sčítání lidu v letech 1850–1963 Starov byl osadou obce Zechovice v okrese Strakonice. Od roku 1964 je částí města Volyně v okrese Strakonice.

## Pamětihodnosti
- Usedlost čp. 8 (kulturní památka ČR)

## Zajímavosti
V obci se natáčel film Trhák (1980).

## Galerie

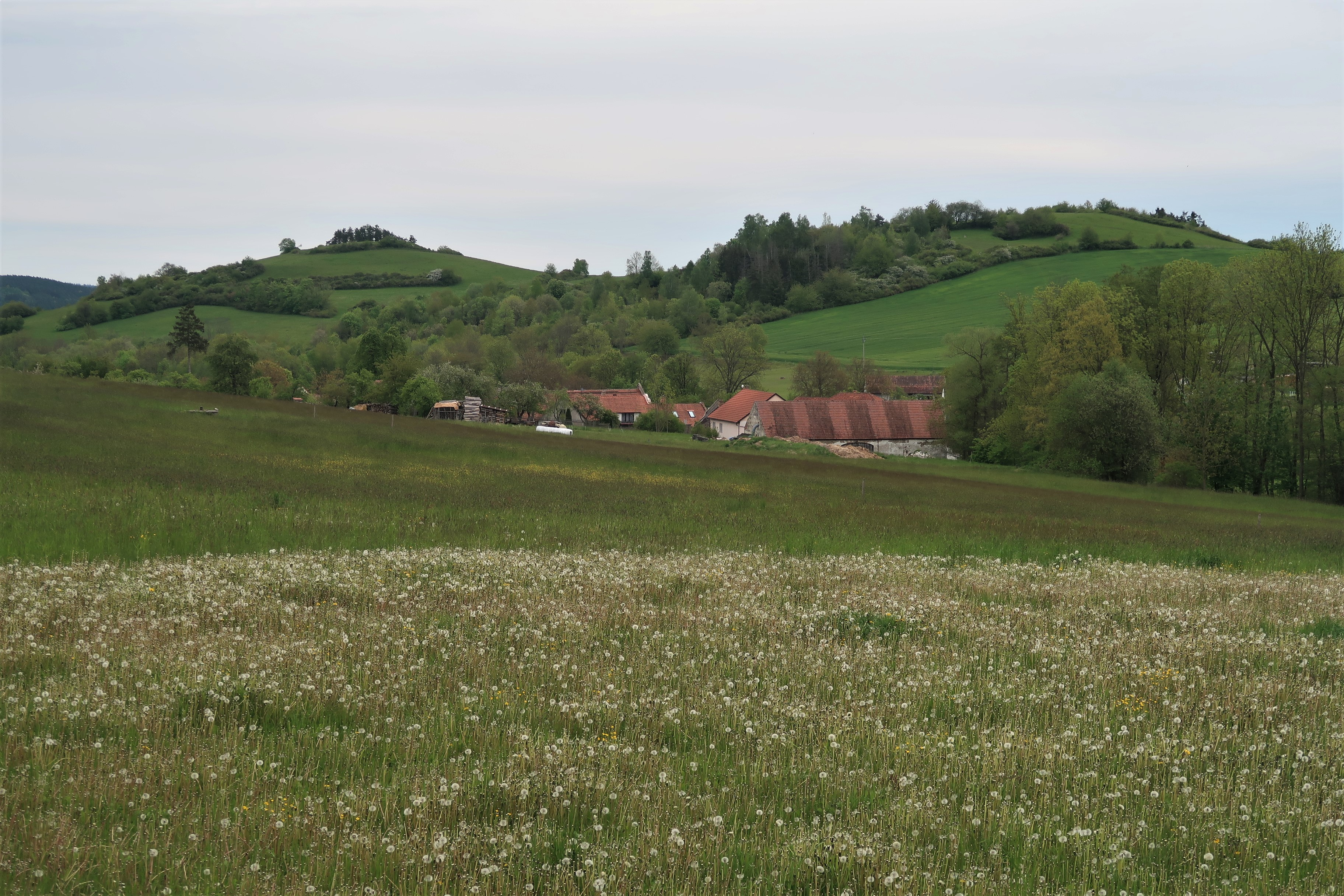
Pohled na obec ze silnice do Volyně
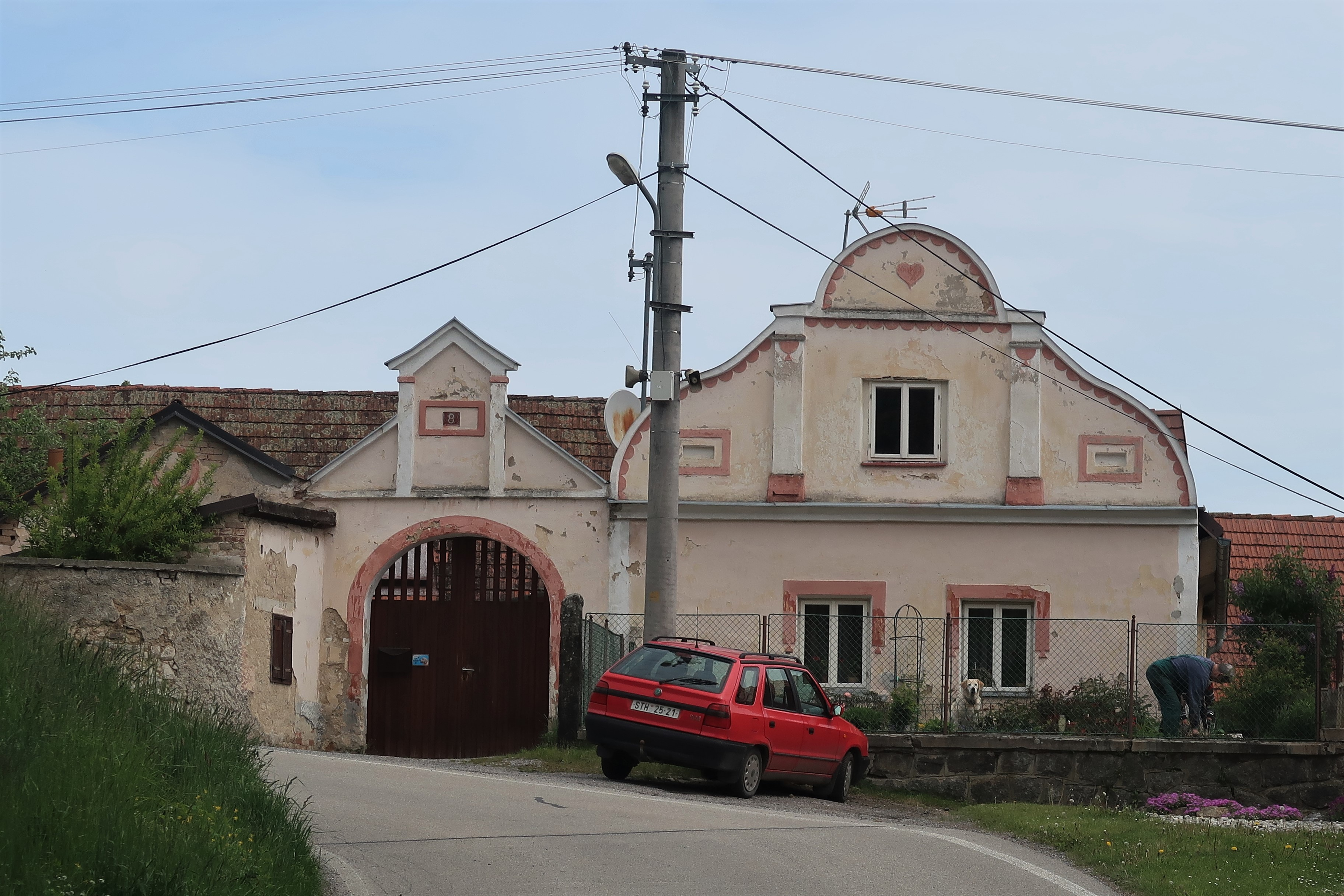
Památkově chráněná usedlost č.p. 8
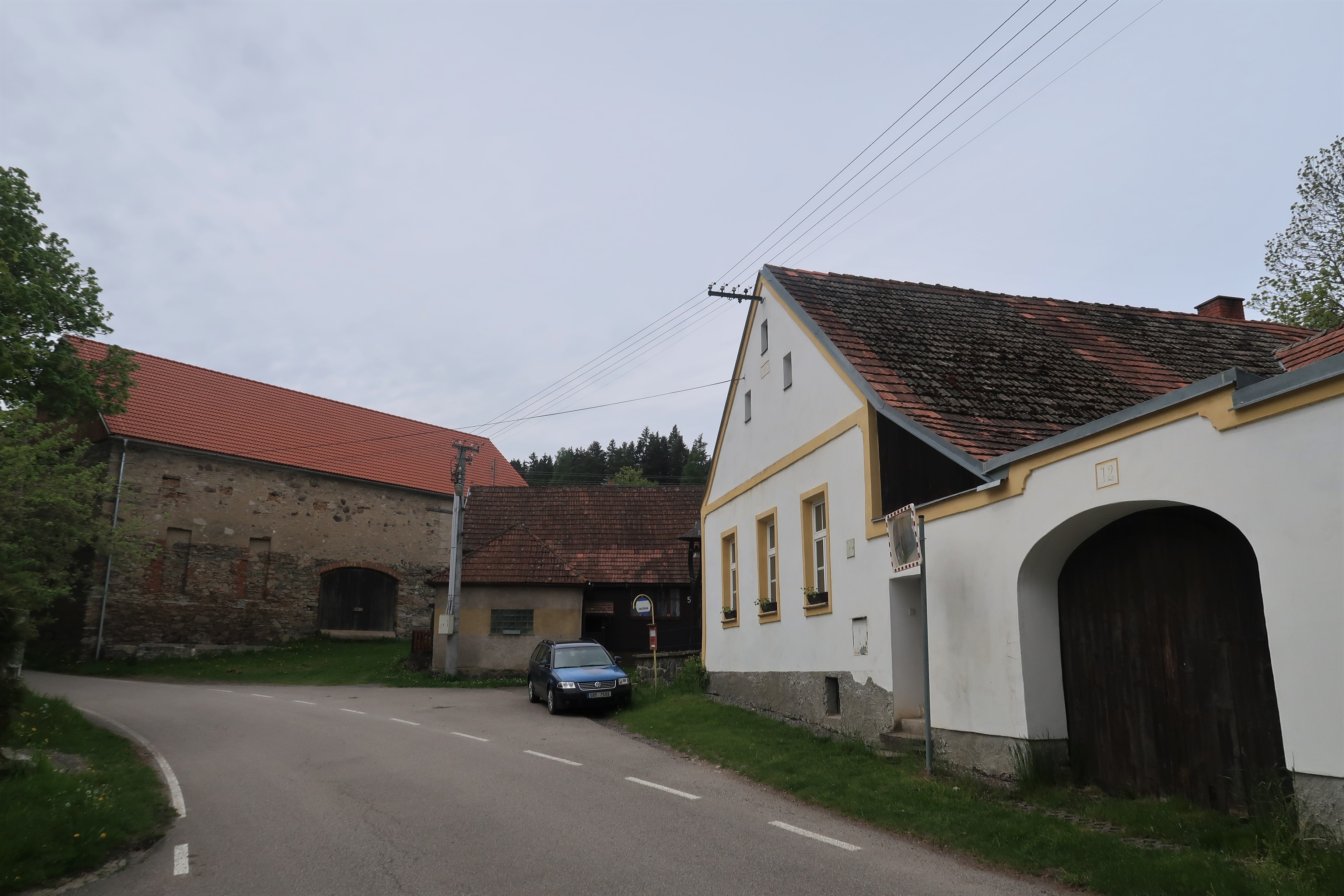
Stavení č.p. 12
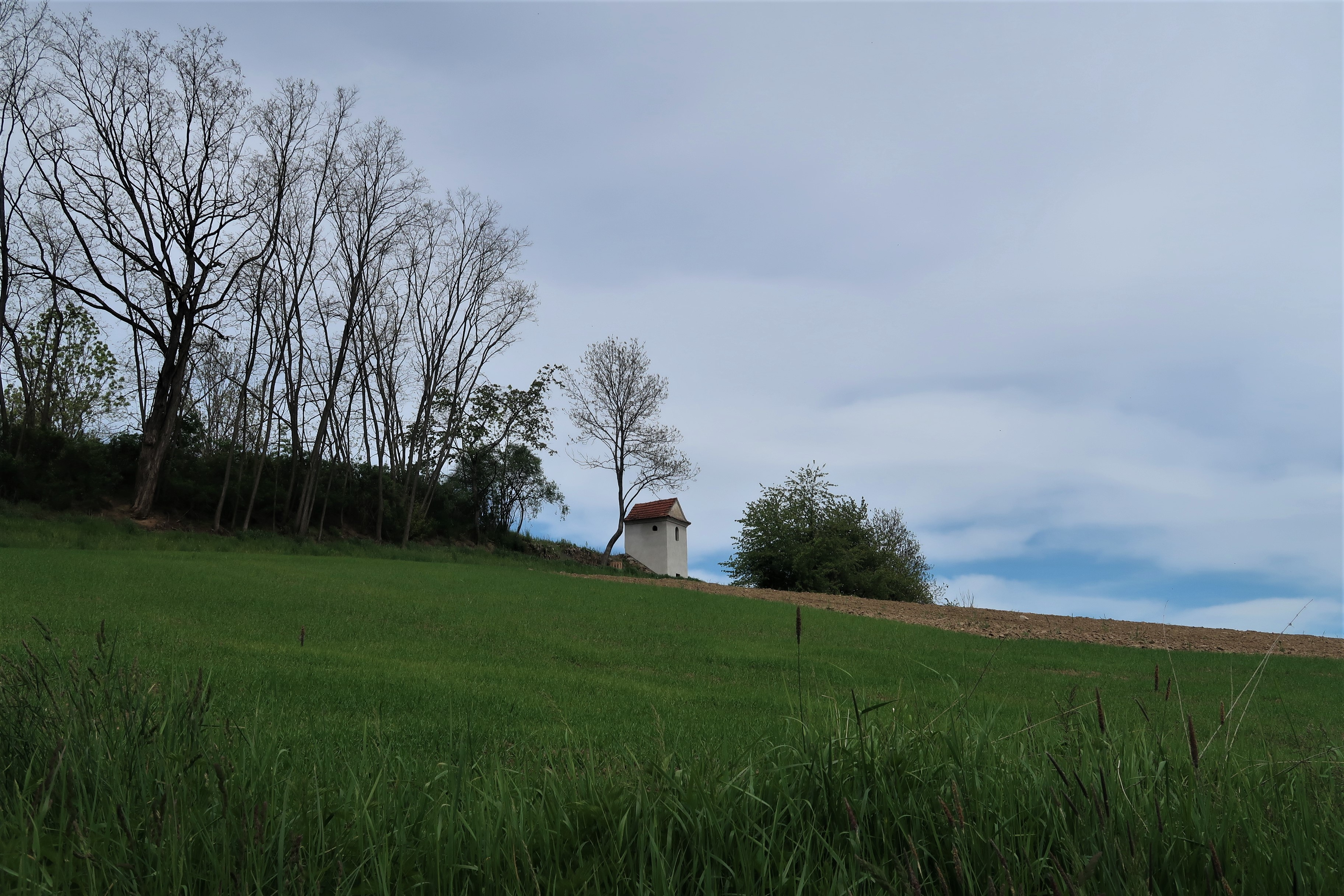
Kaplička nad obcí cestou do Volyně